# 케네스 매카서
케네스 매카서(Kenneth McArthur, 1881년 2월 10일 ~ 1960년 6월 13일)는 남아프리카 연방의 육상 선수로, 1912년 스톡홀름 올림픽 마라톤 금메달리스트이다. 본명은 "케네디 케인 매카서"로 북아일랜드 앤트림주 더보크에서 태어나 10대에 뛰어난 육상 선수로 인정받았으며, 20세의 나이로 남아프리카 연방으로 이주한 이후 본격적인 기록을 세웠다.
1906년 요하네스버그 경찰대에 입대한 후, 매카서는 육상을 진지하게 대하기 시작하였다. 그는 곧 트란스발 식민지에서 열린 1.5마일 선수권 대회와 5마일 육상 대회, 2개의 국립 크로스 컨트리 대회를 우승하였다. 1908년 시즌 후순에 자신의 첫 마라톤을 달려 놀랍게도 올림픽 은메달리스트 찰스 헤퍼론을 꺾었다. 또한 국립 1과 10 마일 선수권 대회를 우승하기도 하였다.
스톡홀름 올림픽 마라톤은 무더운 열기 속에 벌여졌다. 남아프리카 연방의 대표로 나간 매카서는 동료 선수 크리스천 기츠햄과 함께 달리면서 곧 선두로 달렸다. 기츠햄이 식수를 위해 멈추자, 매카서는 선두를 뻗어 기츠햄을 58초 차이로 꺾어 승리를 거두었다. 다음 시즌에 사고로 자신의 발 부상을 당하여 육상에서 은퇴하였다. 자신의 경력을 통하여 6개의 마라톤을 달리며 패한 적이 없던 매카서는 79세의 나이로 포체프스트룸에서 사망하였다.